# Little Amber Bottles
Little Amber Bottles är alt-countrygruppen Blanches andra fullängdsalbum, utgivet 2007. Några av låtarna på albumet, däribland "What This Town Needs" och Rolling Stones-covern "Child of the Moon", hade tidigare givits ut på EP:n What This Town Needs från 2006.

## Låtlista
1. "I'm Sure of It" (Jack Lawrence/Dan John Miller) - 3:53
2. "Last Year's Leaves" (Dan John Miller) - 4:21
3. "A Year from Now" (Jack Lawrence/Dan John Miller) - 4:01
4. "No Matter Where You Go..." (Dan John Miller) - 4:02
5. "What This Town Needs" (Dan John Miller) - 3:20
6. "Child of the Moon" (Mick Jagger/Keith Richards) - 3:46
7. "Little Amber Bottles" (Dan John Miller/Tracee Miller) - 4:32
8. "The World I Used to Be Afraid Of" (Dan John Miller) - 3:49
9. "O Death, Where Is Thy Sting?" (Jack Lawrence) - 3:00
10. "I Can't Sit Down" (trad.) - 2:54
11. "(Exordium)" (Jack Lawrence) - 1:09
12. "The World's Largest Crucifix" (Dan John Miller) - 6:22
13. "Scar Beneath the Skin" (Dave Feeny/Dan John Miller) - 5:37

## Medverkande
- Dan John Miller - gitarr, sång
- Tracee Mae Miller - basgitarr, sång
- Dave Feeny - orgel, klarinett, Dobro, gitarr, piano, pedal steel guitar, dragspel, tamburin, sång, melodica
- Lisa "jaybird" Jannon - trummor
- Little Jack Lawrence - orgel, banjo, mandolin, piano, sång

- Isobel Campbell - cello ("No Matter Where You Go...")
- Ames Asbell - viola ("I'm Sure of It", "A Year from Now")
- Bruce Colson - fiol ("I'm Sure of It", "A Year from Now")
- Joseph Shuffield - fiol ("I'm Sure of It", "A Year from Now")
- Ben Westney - cello ("I'm Sure of It", "A Year from Now")
- Peter Stopschinski - cello, viola ("What This Town Needs")